# 李禹賢
李禹賢（1937年—2011年8月31日)），號勁草，又號琴童，是中國古琴演奏家。生前是廈門古琴研究會榮譽會長，也是中華人民共和國文化部“国家级非物质文化遗产项目（古琴艺术）代表性传承人”之一。

## 生平
1937年出生於山東桓台，十六歲開始師從張正吟學琴。1961年自上海音樂學院附屬中學畢業，此間亦師從金陵派夏一峰、梅庵派劉景韶、廣陵派張子謙等琴家學習。
畢業之後前往福州，在福州藝術學校任教。1970年代末參與福建的民間古琴、古琴譜的收集工作，并為閩派琴曲《風雲際會》打譜，後亦以演奏此曲成名。2001年協助成立福建古琴研究會。李禹賢性嗜煙，而最終導致肺癌。2011年8月31日下午五點因肺癌晚期在福州武警總醫院逝世。